# Hans Gasser

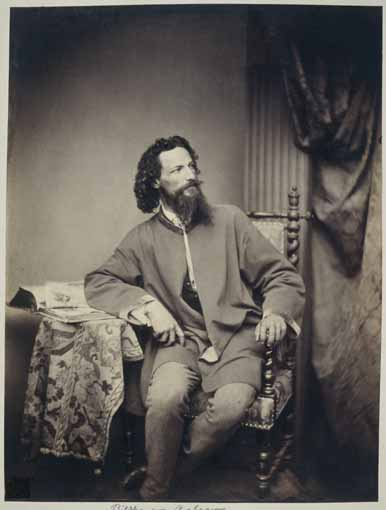
Hanns Gasser.

Hans Gasser, född 2 oktober 1817 nära Gmünd, Kärnten, Kungariket Illyrien, Kejsardömet Österrike, 
död 24 april 1868 i Budapest, Österrike-Ungern var en österrikisk bildhuggare. Han var bror till Joseph Gasser.
Gasser var son av en fattig snickare, som tillika var träsnidare, och måste under sin uppväxttid vakta boskapen och arbeta på faderns verkstad. Där snidade han helgonfigurer, som väckte uppmärksamhet. År 1838 bereddes honom tillfälle att komma till Wien, där han inträdde som lärjunge i Wiens konstakademi. Från 1842 levde han några år i München. Där utförde Gasser i synnerhet en mängd porträttstatyetter och en berömd grupp av Schnorr von Carolsfelds döttrar samt en Knytnävskämpe i kroppsstorlek (i Wiens konstakademi). Till samma tid hör även en statyett av Jenny Lind, vars bekantskap Gasser gjorde i Kaulbachs hus. Återkommen till Wien 1847, fick han uppdrag att utföra statyer och allegoriska figurer för den nybyggda Karlsteatern.
I 1848 års politiska oroligheter tog Gasser del. Under oktoberstriderna stod han bland kämparna på barrikaderna i Leopoldstadt, och när sedan lugnet åter inträdde, var Gasser en populär person. Han fick uppdrag från alla håll. Så bidrog han att smycka arsenalen i Wien med en kolossal Austria samt åtta allegoriska och krigarfigurer. År 1853 fullbordade han ett monument i Graz över generalfälttygmästaren von Welden och en bildstod av Wieland i Weimar. Gasser var en även samlare av konstföremål. Många av dessa har övergått till de offentliga samlingarna i Wien.

## Andra verk (urval)
- kejsarinnorna Maria Teresia och Elisabet, i Wien
- Adam Smith, i Oxford
- Donauflickan, fontänstaty i Wiener Stadtpark
- 12 bronsstatyer i Belvedereparken